# Kasteel van Careil
Het Kasteel van Careil (Frans: Château de Careil) is een kasteel in de Franse gemeente Guérande. Het kasteel is een beschermd historisch monument sinds 1925.